# Tensión (mecánica)

Figura que ilustra las fuerzas que se ejercen en sostener una pelota por medio de una cuerda sujeto a una estructura. La tensión es la fuerza sobre la estructura producida por la cuerda, la fuerza sobre la pelota que ejerce la cuerda, y las fuerzas balanceadas que actúan sobre y son producidas por los trozos de cuerda.

No se debe confundir con la tensión como magnitud, que es una fuerza por unidad de superficie.
En muchos libros de física elementales, se denomina  fuerza de tensión o fuerza de tracción (y a veces sencillamente tensión), a la fuerza de estiramiento que es ejercida mediante la acción de un cable, cuerda, cadena u otro objeto sólido similar. Es el resultado de la atracción entre las partículas de un sólido cuando es deformado de manera que las partículas se separan unas de otras apartándose de su posición de equilibrio, en la cual esta fuerza se encuentra balanceada por la repulsión a causa de las capas de electrones; como tal, es la tracción que ejerce un sólido al intentar recuperar su forma original más comprimida. La tensión o tracción es lo opuesto de la compresión. 
Dado que la fuerza de tensión es una magnitud de fuerza, la misma se mide en newtons y siempre es medida en dirección paralela a la cuerda sobre la que se aplica. Existen dos posibilidades básicas para sistemas de objetos sostenidos por cuerdas: O bien la aceleración es cero y el sistema se encuentra en equilibrio, o existe una aceleración y por lo tanto existe una fuerza neta. Nótese que se supone que la cuerda posee una masa despreciable.

## Sistema en equilibrio
En un sistema en equilibrio la suma de todas las fuerzas es cero.
{\displaystyle \sum _{}{\vec {F}}=0}
Por ejemplo, sea un sistema compuesto por un objeto que está siendo desplazado hacia abajo mediante un cordel con una tensión, T, a velocidad constante. Dado que el sistema se desplaza con una velocidad constante por lo tanto se encuentra en equilibrio porque la tensión en el cordel (que tira del objeto para arriba) es igual a la fuerza de gravedad, mg, que actúa sobre el objeto hacia abajo.
{\displaystyle \sum _{}{\vec {F}}={\vec {T}}+m{\vec {g}}=0}

## Sistema sobre el que actúa una fuerza neta
Un sistema tiene una fuerza neta cuando una fuerza no balanceada actúa sobre el mismo, en otras palabras cuando la suma de todas las fuerzas no es cero. Siempre coexisten la aceleración y la fuerza neta.
{\displaystyle \sum _{}{\vec {F}}\neq 0}
Por ejemplo, sea el mismo sistema indicado en el punto previo pero supóngase que el objeto ahora está descendiendo con una velocidad que va en aumento (aceleración positiva) por lo tanto existe una fuerza neta en el sistema.  En este caso, la aceleración negativa indica que  {\displaystyle |mg|>|T|}. 
{\displaystyle \sum {\vec {F}}=T-mg\neq 0}
En otro ejemplo, supóngase que dos cuerpos A y B con masas {\displaystyle m_{1}} y {\displaystyle m_{2}} respectivamente se encuentran conectados entre sí por una cuerda no extensible que pasa por una polea sin rozamiento. Sobre el cuerpo A actúan dos fuerzas: su peso  ({\displaystyle w_{1}=m_{1}g}) en sentido hacia abajo, y la tensión  {\displaystyle T} en la cuerda. Si la masa del cuerpo A es mayor que la masa del cuerpo B, {\displaystyle m_{1}>m_{2}}. Por lo tanto, la fuerza neta {\displaystyle F_{1}} sobre el cuerpo A es {\displaystyle w_{1}-T}, por lo que {\displaystyle m_{1}a=m_{1}g-T}.

## Cuerdas en física moderna
Los objetos que se asemejan a cuerdas en teorías relativistas, tales como las cuerdas utilizadas en algunos modelos de interacción entre quarks, aquellas utilizadas en la teoría de cuerdas moderna, también poseen tensión. Estas cuerdas son analizadas en función de su hoja de universo, y la energía es entonces por lo general proporcional a la longitud de la cuerda. Por lo tanto, la tensión en este tipo de cuerdas es independiente de la magnitud en que son estiradas. 
En una cuerda extensible, vale la Ley de Hooke.